# كفر العرب (طلخا)
قرية كفر العرب هي إحدى القرى التابعة لمركز طلخا في محافظة الدقهلية في جمهورية مصر العربية. حسب إحصاءات سنة 2006، بلغ إجمالي السكان في كفر العرب 5028 نسمة، منهم 2658 رجل و2370 امرأة.